# ダイトーエムイー
ダイトーエムイー株式会社（英: Daito ME Co., Ltd.）は、愛知県春日井市に本社を置く電子機器商社。また製造部門を持ち産業用カスタムパソコンやロボットエンジニアリング、生分解性プラスチックの製造を行っている。

## 沿革
- 1957年（昭和32年）12月17日 - 「大藤電機株式会社」として設立[2]。
- 1991年（平成3年）8月 - 「ダイトーエムイー株式会社」に商号を変更[2]。
- 1991年（平成3年）12月10日 - 日本証券業協会（現・JASDAQ）に株式を店頭登録[2]。
- 2004年（平成16年）12月13日 - ジャスダック証券取引所に株式を上場[2]。
- 2006年（平成18年）6月 - 株式会社インキュベート・パートナーズと資本・業務提携。
- 2007年（平成19年）1月 - 子会社であったアイティピクチャー株式会社と株式会社ダイトー・マルチ・プランニングを吸収合併[2]。
- 2007年（平成19年）2月 - 株式会社アイテスと業務提携。同月、株式会社プロデュースと資本・業務提携[2]。
- 2008年（平成20年）9月9日 - 株式会社アエリアとの株式交換により上場廃止し、同社の完全子会社となる[2]。
- 2008年（平成20年）11月 - ダイトーホールディングス株式会社がダイトーエムイー株式会社の全株式を取得し、同社の完全子会社となる。同月、株式会社シークウェルが親会社であるダイトーホールディングス株式会社の全株式を取得し完全子会社化。
- 2009年（平成21年）8月 - ADIRON株式会社が親会社であるダイトーホールディングス株式会社の全株式を取得し完全子会社化。
- 2010年（平成22年）3月 - ダイトーエムイー株式会社を存続会社とし、ダイトーホールディングス株式会社を吸収合併[2]。
- 2010年（平成22年）8月 - 佐々木ベジがダイトーエムイー株式会社の全株式を取得し取締役会長に就任[2]。
- 2011年（平成23年）1月 - 愛知県名古屋市千種区から愛知県春日井市に本社を移転[2]。
- 2014年（平成26年）2月 - ダイトーエムイーホールディングス株式会社の完全子会社となる[2]。

## 事業所
- 本社（愛知県春日井市）[4]
- 東京支店（東京都千代田区）[4]
- 三河支店（愛知県安城市）[4]
- 春日井支店（愛知県春日井市）[4]
- 養老モジュールセンター（岐阜県大垣市）[4]